# Liste der Biografien/Kreu
Liste der Biografien |
Portal Biografien |
Personensuche
# |
A |
B |
C |
D |
E |
F |
G |
H |
I |
J |
K |
L |
M |
N |
O |
P |
Q |
R |
S |
T |
U |
V |
W |
X |
Y |
Z |
?
 
Ka |
Kb |
Kc |
Kd |
Ke |
Kf |
Kg |
Kh |
Ki |
Kj |
Kl |
Km |
Kn |
Ko |
Kp |
Kr |
Ks |
Kt |
Ku |
Kv |
Kw |
Ky |
Kx |
Kz
 
Kra |
Krb |
Krc |
Kre |
Krg |
Krh |
Kri |
Krj |
Krk |
Krl |
Krm |
Krn |
Kro |
Krp |
Krs |
Krt |
Kru |
Kry |
Krz
 
Krea |
Kreb |
Krec |
Kred |
Kree |
Kref |
Kreg |
Kreh |
Krei |
Krej |
Krek |
Krel |
Krem |
Kren |
Kreo |
Krep |
Kres |
Kret |
Kreu |
Krev |
Krew |
Krex |
Krey |
Krez
Die Liste der Biografien führt alle Personen auf, die in der deutschsprachigen Wikipedia einen Artikel haben. Dieses ist eine Teilliste mit 280 Einträgen von Personen, deren Namen mit den Buchstaben „Kreu“ beginnt.

## Kreu

### Kreub
- Kreubé, Charles Frédéric (1777–1846), französischer Violinist, Kapellmeister und Komponist

### Kreuc
- Kreuch, Knut (* 1966), deutscher Politiker (SPD), Oberbürgermeister von Gotha

### Kreud
- Kreuder, Ernst (1903–1972), deutscher Schriftsteller
- Kreuder, Gregory, US-amerikanischer Offizier, Generalmajor der US Air Force
- Kreuder, Hans-Dieter (* 1939), deutscher Germanist, Linguist und Hochschullehrer
- Kreuder, Henrik (* 1979), deutscher Basketballspieler
- Kreuder, Ingrid (* 1939), Frau von Peter Kreuder
- Kreuder, Peter (1870–1930), deutscher Opernsänger und Theaterregisseur
- Kreuder, Peter (1905–1981), deutscher Komponist, Pianist und DirigentPeter Kreuder (1905–1981)

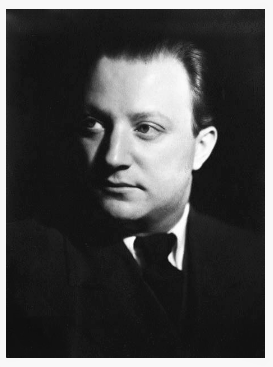
Peter Kreuder (1905–1981)

- Kreuder, Rolf (1923–1995), deutscher Fotograf
- Kreuder, Wilhelm (1904–1974), deutscher Maler und Kunstpädagoge

### Kreue
- Kreuels, Matthias (* 1952), deutscher Kirchenmusiker und Komponist
- Kreuels, Philipp (* 1985), deutscher Fußballspieler
- Kreuer, Tim (* 1982), deutscher Synchronsprecher und Schauspieler
- Kreuer, Willy (1910–1984), deutscher Architekt und Hochschullehrer

### Kreug
- Kreuger, Frederik H. (1928–2015), niederländischer Hochspannungswissenschaftler und Erfinder
- Kreuger, Ivar (1880–1932), Zündwarenunternehmer
- Kreuger, Kurt (1913–2005), schwedischer Boxer
- Kreuger, Kurt (1916–2006), US-amerikanischer Hollywood-Schauspieler deutscher Herkunft
- Kreuger, Miles (* 1934), US-amerikanischer Filmhistoriker
- Kreuger, Nils Edvard (1858–1930), schwedischer Maler, Zeichner, Illustrator und Werbegrafiker

### Kreuk
- Kreuk, Kristin (* 1982), kanadische Schauspielerin und ModelKristin Kreuk (* 1982)

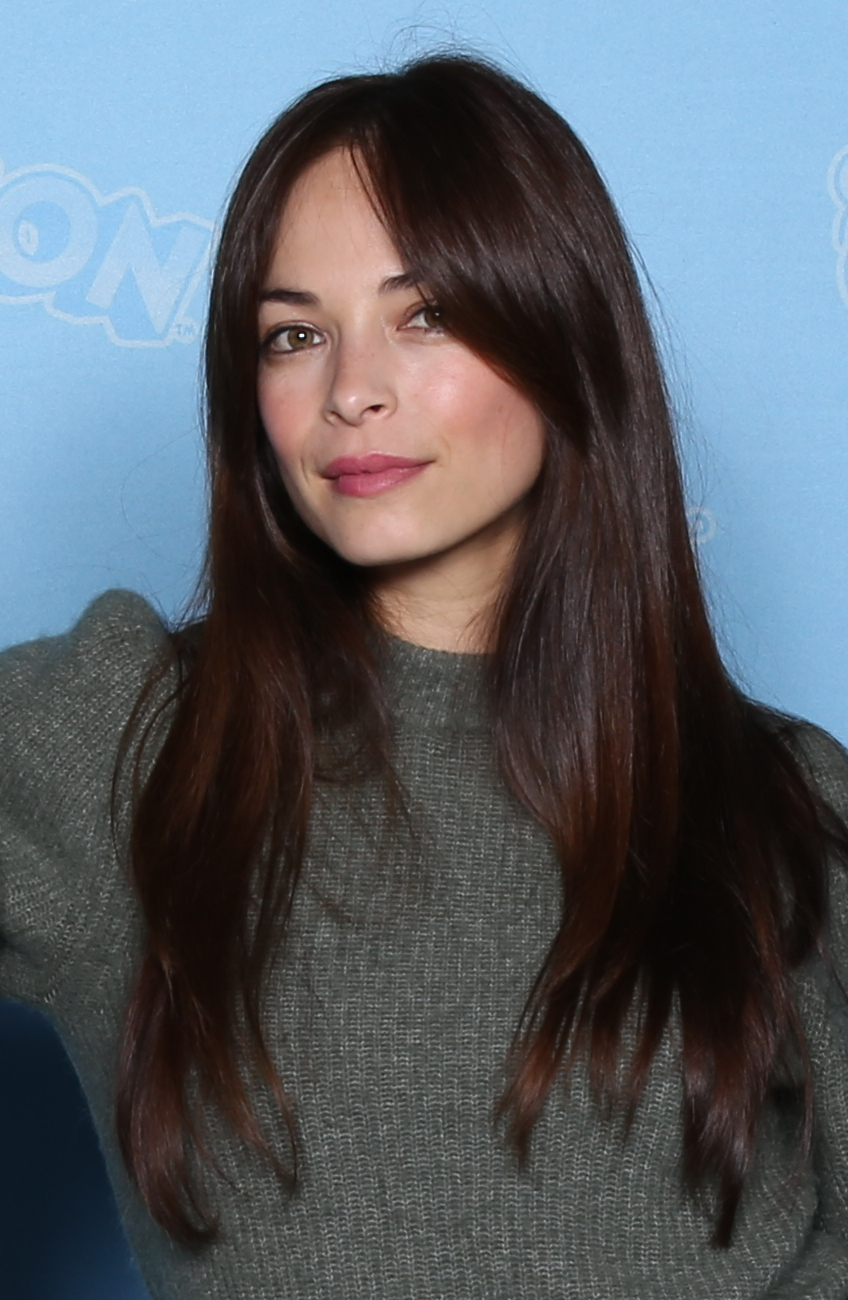
Kristin Kreuk (* 1982)

### Kreul
- Kreul, Andreas (* 1961), deutscher Kunsthistoriker und Kustos an der Kunsthalle Bremen
- Kreul, Carl (1805–1867), deutscher Maler und Erfinder der Farbreibemaschine für Künstlerölfarben
- Kreul, Claus (1944–2024), deutscher Fußballspieler
- Kreul, Diethard (1937–2021), deutscher Politiker (SPD), Oberbürgermeister von Bottrop
- Kreul, Eberhard (1937–2018), deutscher Gitarrenbauer
- Kreul, Johann Lorenz (1764–1840), deutscher Porträt- und Genremaler und Silhouettenschneider
- Kreulitsch, Hilde, österreichische Badmintonspielerin

### Kreun
- Kreundl, Lena (* 1997), österreichische Schwimmerin
- Kreuningen, Lex van (* 1937), niederländischer Radrennfahrer

### Kreus
- Kreusch, Cornelius Claudio (* 1968), deutscher Jazz-Pianist
- Kreusch, Felix (1904–1985), deutscher Architekt und Aachener Dombaumeister
- Kreusch, Johannes Tonio (* 1970), deutscher GitarristJohannes Tonio Kreusch (* 1970)

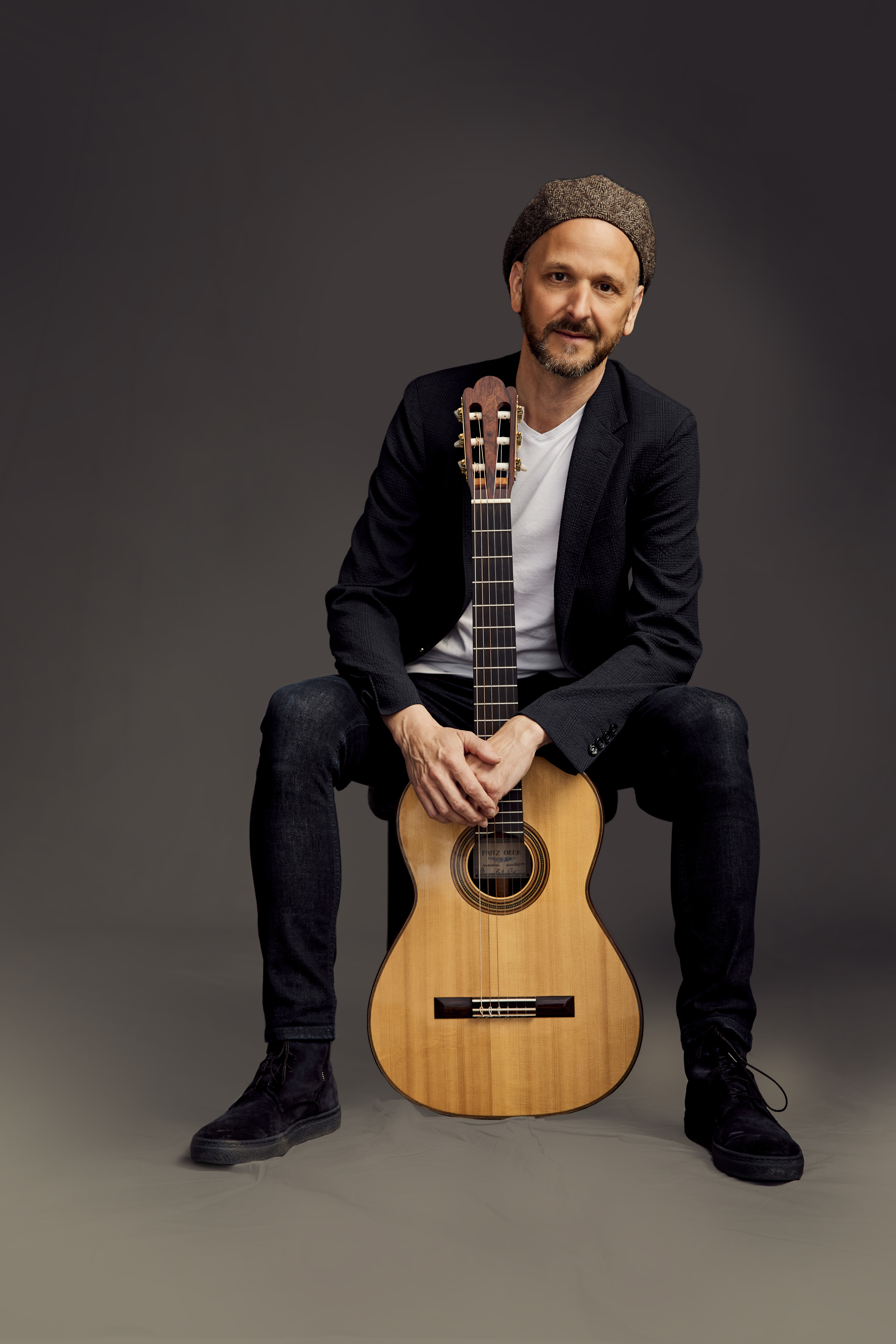
Johannes Tonio Kreusch (* 1970)

- Kreusel, Dietmar (* 1941), deutscher Diplomat
- Kreusel, Jochen (* 1963), deutscher Elektroingenieur und Hochschullehrer
- Kreuser, Ernst-Dietrich (* 1945), deutscher Hämatologe und Onkologe
- Kreuser, Heinrich (1855–1917), deutscher Psychiater
- Kreuser, Karl (1901–1982), deutscher Bankmanager
- Kreuser, Karl (* 1961), deutscher Konflikt- und Kompetenzforscher
- Kreusler, Adolf (1824–1894), deutscher evangelischer Theologe
- Kreusler, Ulrich (1844–1921), deutscher Agrikulturchemiker
- Kreusler, Wolrad (1817–1901), deutscher Kreisphysikus (Arzt) und Dichter
- Kreusler, Wolrad (* 1892), deutscher Landwirt und Politiker (DDR-CDU)
- Kreußel, Alfons (1910–1963), deutscher Religionslehrer, Pfarrer und Politiker (CSU), MdL Bayern
- Kreußler, Heinrich Wilhelm (1690–1752), Fechtmeister an der Universität in Jena
- Kreußler, Wilhelm (1597–1673), deutscher Fechtmeister

### Kreut
- Kreutel, Richard Franz (1916–1981), österreichischer Turkologe und Diplomat
- Kreutel, Ursula (* 1965), deutsche Leichtathletin und Politikerin
- Kreuteler, Ralf (* 1969), deutscher Basketballspieler
- Kreuter, Alexander (1886–1977), deutscher Wirtschaftsjurist
- Kreuter, Alma (1906–2005), deutsche Medizinhistorikerin
- Kreuter, Boris (* 1970), deutscher Regisseur, Produzent und Autor
- Kreuter, Bruno (1871–1938), Erster Bürgermeister von Rosenheim
- Kreuter, Burkhard (* 1955), deutscher Ingenieur und Geodät
- Kreuter, Cornelia, österreichische TanzsportlerinCornelia Kreuter

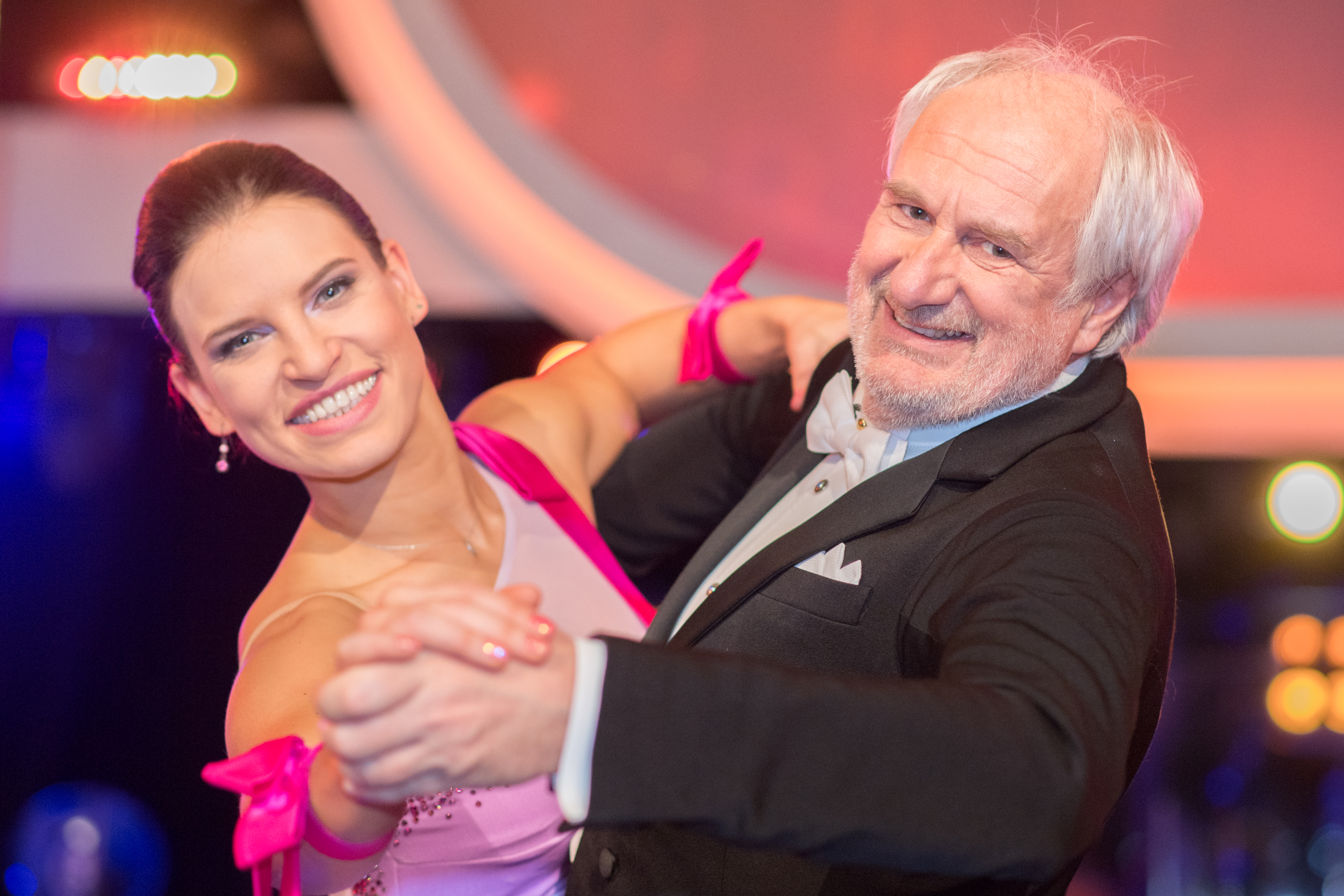
Cornelia Kreuter

- Kreuter, David (* 1995), österreichischer Eishockeyspieler
- Kreuter, Dirk (* 1967), deutscher Autor
- Kreuter, Eduard (1864–1929), preußischer Generalmajor
- Kreuter, Franz Anton (1810–1877), Kölner Antiquar, Buchhändler und Verleger
- Kreuter, Franz Jakob (1813–1889), deutscher Architekt und Bauingenieur
- Kreuter, Franz Xaver (1842–1930), deutscher Bauingenieur und Hochschullehrer
- Kreuter, Gerhard (* 1940), deutscher Mediziner
- Kreuter, Jens (* 1965), deutscher Theologe und Jurist
- Kreuter, Johann, deutscher Maler
- Kreuter, Karl Anton (1876–1965), Lehrer, Autor, Heimatforscher
- Kreuter, Marie-Luise (1937–2009), deutsche Journalistin, Sachbuchautorin und Biogärtnerin
- Kreuter, Siegbert (* 1929), österreichischer Militär, General des Österreichischen Bundesheeres
- Kreuter-Eggemann, Helga (1914–1970), deutsche Kunsthistorikerin
- Kreuter-Kirchhof, Charlotte (* 1970), deutsche Rechtswissenschaftlerin und Hochschullehrerin
- Kreuter-Tränkel, Margot (1929–2003), deutsche Schriftstellerin
- Kreutinger, Nils (* 1986), deutscher Schauspieler, Synchron-, Off- und Hörspielsprecher
- Kreutner, Rudolf (* 1954), deutscher Historiker
- Kreutter, Franz (1736–1806), deutscher Ordensgeistlicher (Benediktiner) und Historiker
- Kreutter, Wolfgang (1924–1989), deutscher Bildhauer
- Kreutz, Adolf (1822–1895), deutscher Unternehmer und Politiker, MdR
- Kreutz, Benedikt (1879–1949), deutscher katholischer Geistlicher, zweiter Präsident des Deutschen Caritasverbandes
- Kreutz, Daniel (* 1954), deutscher Politiker (Bündnis 90/Die Grünen), MdL, Sozialexperte
- Kreutz, Erich (1884–1943), deutscher Politiker
- Kreutz, Estanislau Amadeu (1928–2014), brasilianischer Geistlicher, römisch-katholischer Bischof von Santo Ângelo
- Kreutz, Franz (1869–1939), deutscher Politiker (Zentrum)
- Kreutz, Hanns (1892–1952), deutscher Pflanzenbauwissenschaftler
- Kreutz, Hans (1926–1972), deutscher Politiker (SPD), MdL
- Kreutz, Heinrich (1808–1879), deutscher Industrieller und Politiker (DFP), MdR
- Kreutz, Heinrich (1854–1907), deutscher Astronom
- Kreutz, Heinrich (* 1891), deutscher Theaterintendant
- Kreutz, Heinz (1923–2016), deutscher Maler der informellen Kunst
- Kreutz, Henrik (* 1938), deutscher Sozialanthropologe und Soziologe
- Kreutz, Hermann (1931–2021), deutscher Kirchenmusiker, Kirchenmusikdirektor, Chorpädagoge und Dozent für Chorleitung
- Kreutz, Klaus-Bernd (* 1957), deutscher Motocross- und Enduro-Fahrer
- Kreutz, Kurt (1914–1974), deutscher kommunistischer Widerstandskämpfer in Dänemark
- Kreutz, Olin (* 1977), US-amerikanischer American-Football-Spieler
- Kreutz, Peter (* 1939), deutscher Jurist und Professor
- Kreutz, Peter (* 1960), deutscher Pianist
- Kreutz, Richard (* 1997), deutscher Schauspieler
- Kreutz, Rudolf Jeremias (1876–1949), österreichischer Schriftsteller
- Kreutz, Ursula (* 1969), deutsche Künstlerin
- Kreutz, Wilhelm (* 1893), Mitglied der Speyerer Kameradschaft
- Kreutz, Wilhelm (* 1950), deutscher Historiker
- Kreutz-Gers, Waltraud (* 1959), deutsche Wissenschaftsmanagerin
- Kreutzbach, Julius (1845–1913), deutscher Klavierbauer
- Kreutzbach, Urban (1796–1868), deutscher Orgelbaumeister
- Kreutzberg, Carl Joseph (1802–1870), böhmischer Chemiker, Autor und Politiker
- Kreutzberg, Deja (* 1982), US-amerikanische Schauspielerin
- Kreutzberg, Georg Wilhelm (1932–2019), deutscher Neuropathologe und Neurowissenschaftler
- Kreutzberg, Gottlieb Christian († 1874), deutscher Schausteller
- Kreutzberg, Harald (1902–1968), deutscher Tänzer, Choreograf und FilmschauspielerHarald Kreutzberg (1902–1968)

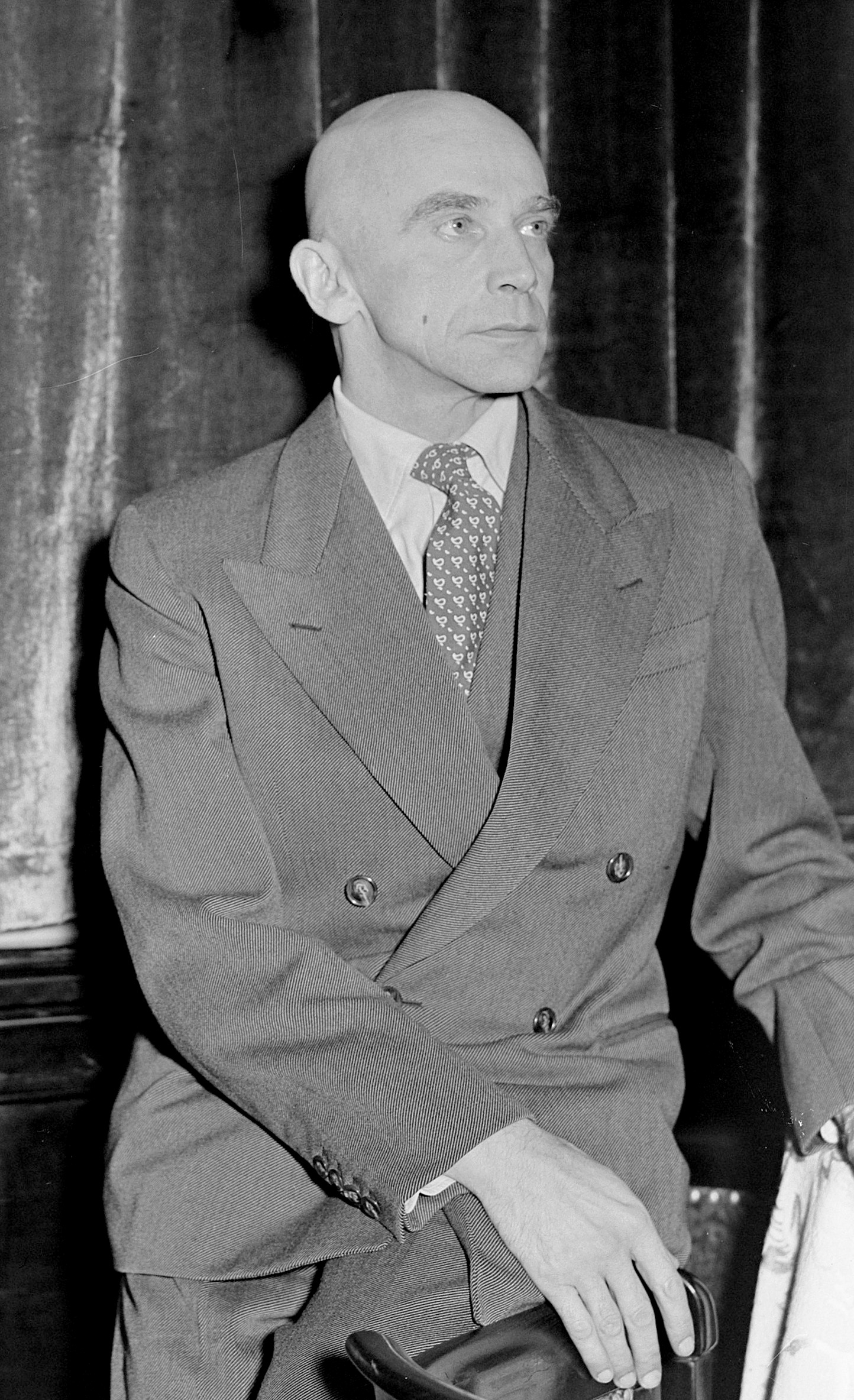
Harald Kreutzberg (1902–1968)

- Kreutzberg, Karl (1912–1977), deutscher Handballspieler
- Kreutzberg, Lola (1887–1966), deutsche Journalistin, Forschungsreisende sowie Dokumentarfilmproduzentin und -regisseurin
- Kreutzberg, Martin (* 1943), deutsch-schweizerischer Dramaturg, Regisseur und Theaterwissenschaftler
- Kreutzberger, Friedrich (1880–1949), österreichischer Politiker (CSP), Abgeordneter zum Nationalrat
- Kreutzberger, Hans (1891–1970), deutscher Landrat
- Kreutzberger, Paul († 1681), deutscher Formschneider und Illustrator
- Kreutzberger, Waldemar (* 1930), deutscher Politiker (NDPD), MdV
- Kreutzbruck, Herwig von (1939–2008), österreichischer Autor
- Kreutzenbeck, Olaf (* 1943), deutscher Schauspieler, Musicaldarsteller und Hörspielsprecher
- Kreutzer, Ansgar (* 1973), deutscher römisch-katholischer Theologe und Hochschullehrer
- Kreutzer, Auguste (1778–1832), französischer Komponist und Musiker
- Kreutzer, Carl Joseph (1809–1866), österreichischer Naturwissenschaftler, vor allem Botaniker, Foto-Pionier und Bibliothekar
- Kreutzer, Christof (* 1967), deutscher Eishockeyspieler, -trainer und -funktionär
- Kreutzer, Conradin (1780–1849), deutscher KomponistConradin Kreutzer (1780–1849)

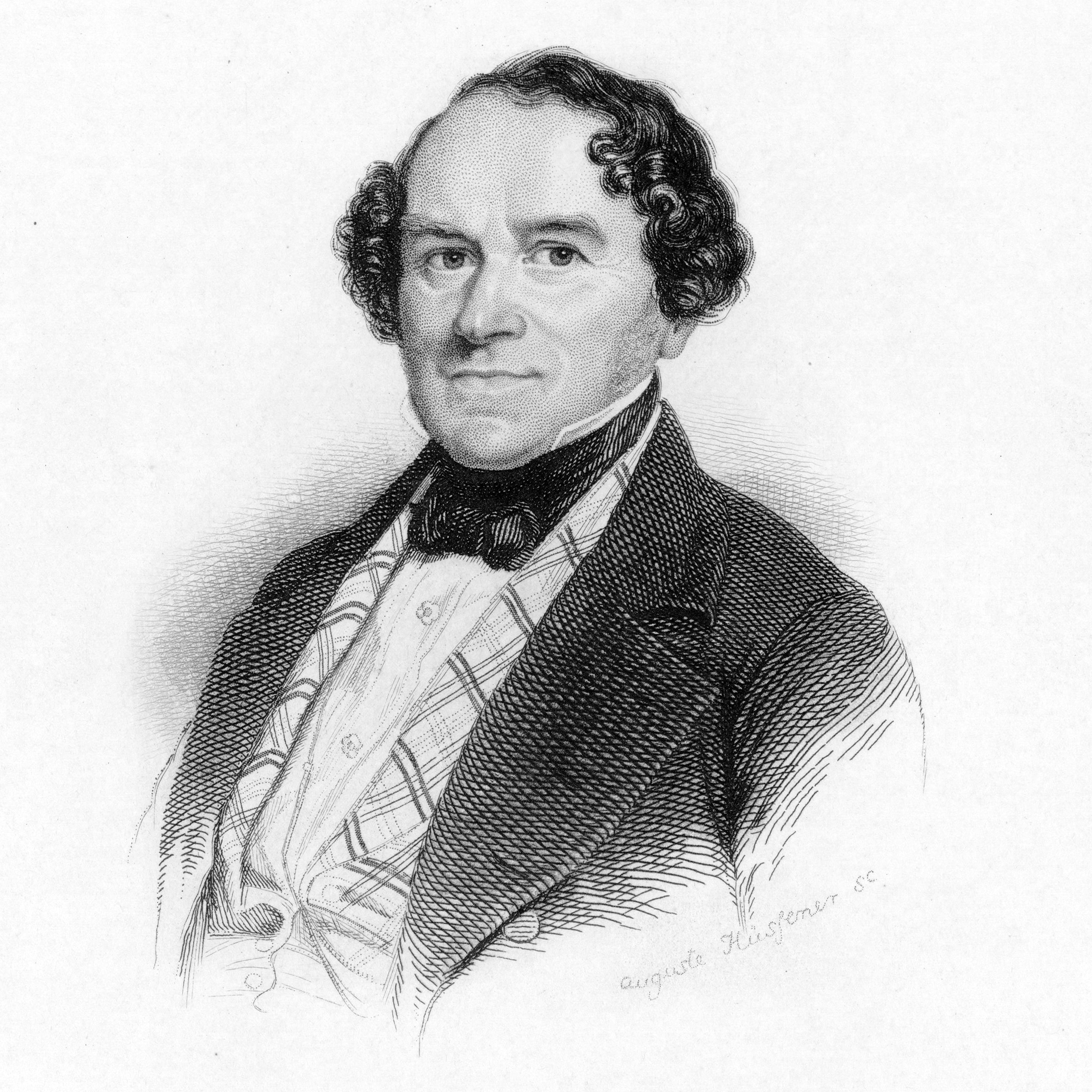
Conradin Kreutzer (1780–1849)

- Kreutzer, Daniel (* 1979), deutscher Eishockeyspieler und -trainer
- Kreutzer, Dietmar (* 1965), deutscher Stadtplaner und Autor
- Kreutzer, Eberhard (* 1937), deutscher Anglist
- Kreutzer, Eckhardt (1955–2014), deutscher Fußballspieler
- Kreutzer, Eduard (1844–1916), deutscher Landschaftsmaler der Düsseldorfer Schule sowie Kunstpädagoge und Farblehrer
- Kreutzer, Felix (1835–1876), deutscher Landschaftsmaler der Düsseldorfer Schule
- Kreutzer, Felix (* 1993), deutscher Schauspieler
- Kreutzer, Fifi (1891–1977), deutsche Malerin
- Kreutzer, Gert (* 1940), deutscher Skandinavist und Übersetzer
- Kreutzer, Hans Joachim (1935–2018), deutscher Literaturwissenschaftler und Kleist-Forscher
- Kreutzer, Hermann (1924–2007), deutscher Politiker (SPD) und Publizist
- Kreutzer, Joseph (1790–1840), deutscher Komponist, Geiger, Kapellmeister und Gitarrist
- Kreutzer, Leo (* 1938), deutscher Germanist
- Kreutzer, Leonid (1884–1953), Pianist
- Kreutzer, Ludwig (1833–1902), deutscher Autor
- Kreutzer, Lutz (* 1959), deutscher Schriftsteller, Geologe und Manager
- Kreutzer, Marie (* 1977), österreichische Filmregisseurin und DrehbuchautorinMarie Kreutzer (* 1977)

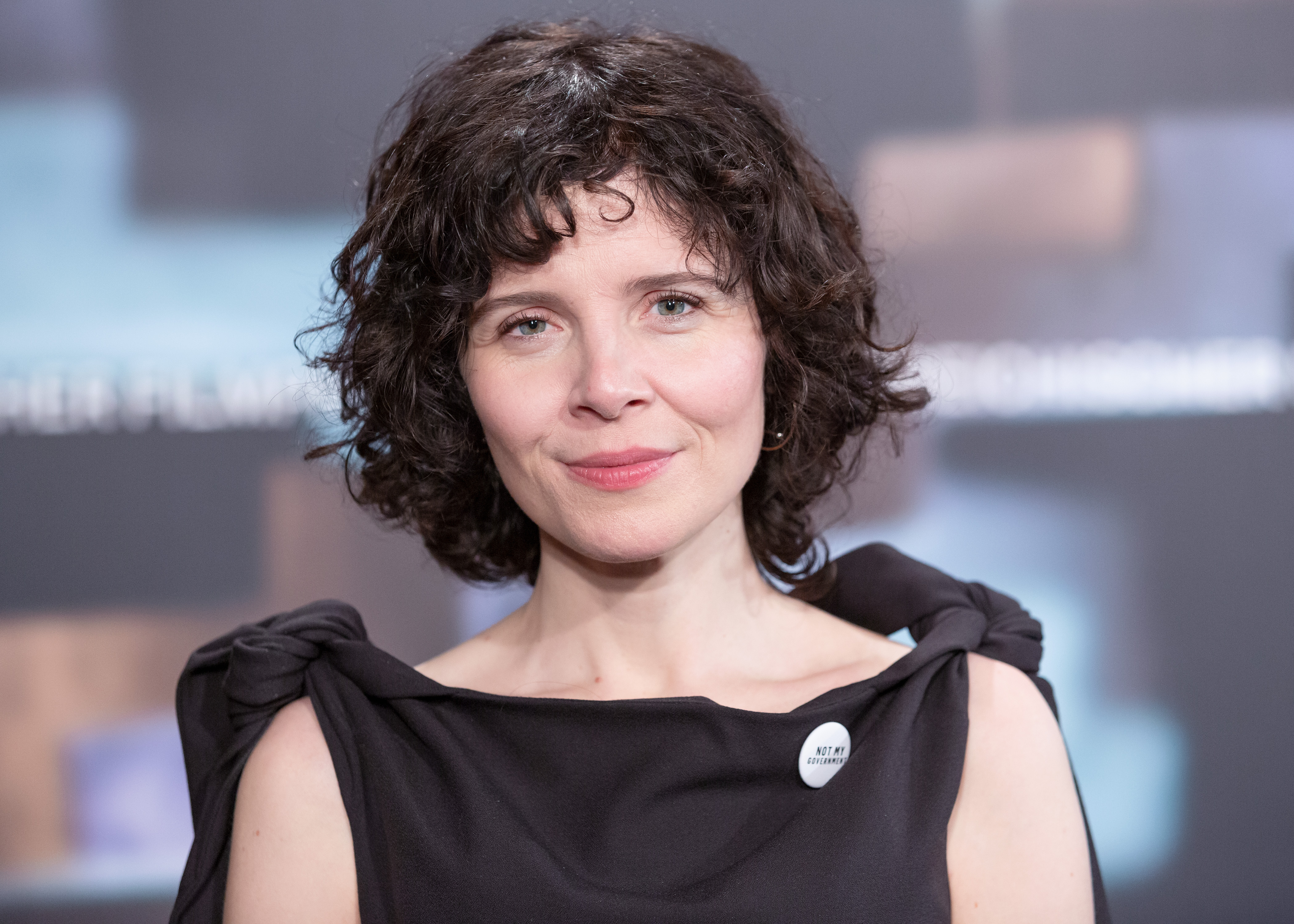
Marie Kreutzer (* 1977)

- Kreutzer, Mary (* 1970), österreichische Politikwissenschaftlerin und Journalistin
- Kreutzer, Matthias (* 1982), deutscher Fußballtrainer
- Kreutzer, Ralf (* 1958), deutscher Betriebswirt und Hochschullehrer
- Kreutzer, Rodolphe (1766–1831), französischer Violinist und Komponist
- Kreutzer, Stefan (* 1973), deutscher Hörfunkmoderator
- Kreutzer, Winfried (1940–2024), deutscher Romanist
- Kreutzfeldt, Adolf (1884–1970), deutscher akademischer Zeichenlehrer und Maler
- Kreutzfeldt, Arne (* 1978), deutscher Fernsehproduzent
- Kreutzfeldt, Daniel (* 1987), dänischer Radrennfahrer
- Kreutzfeldt, Hajo (* 1944), deutscher Popsänger und Gitarrist
- Kreutzfeldt, Malte (* 1969), deutscher Regisseur
- Kreutzfeldt, Malte (* 1971), deutscher Journalist
- Kreutzfeldt, Oliver (* 1968), deutscher American-Football-Spieler
- Kreutzfeldt, Ulf, deutscher Handballspieler und -trainer
- Kreutzhuber, Martin (1775–1854), deutscher Handwerksmeister und Weltreisender
- Kreutziger-Herr, Annette (* 1962), deutsche Musik- und KulturwissenschaftlerinAnnette Kreutziger-Herr (* 1962)

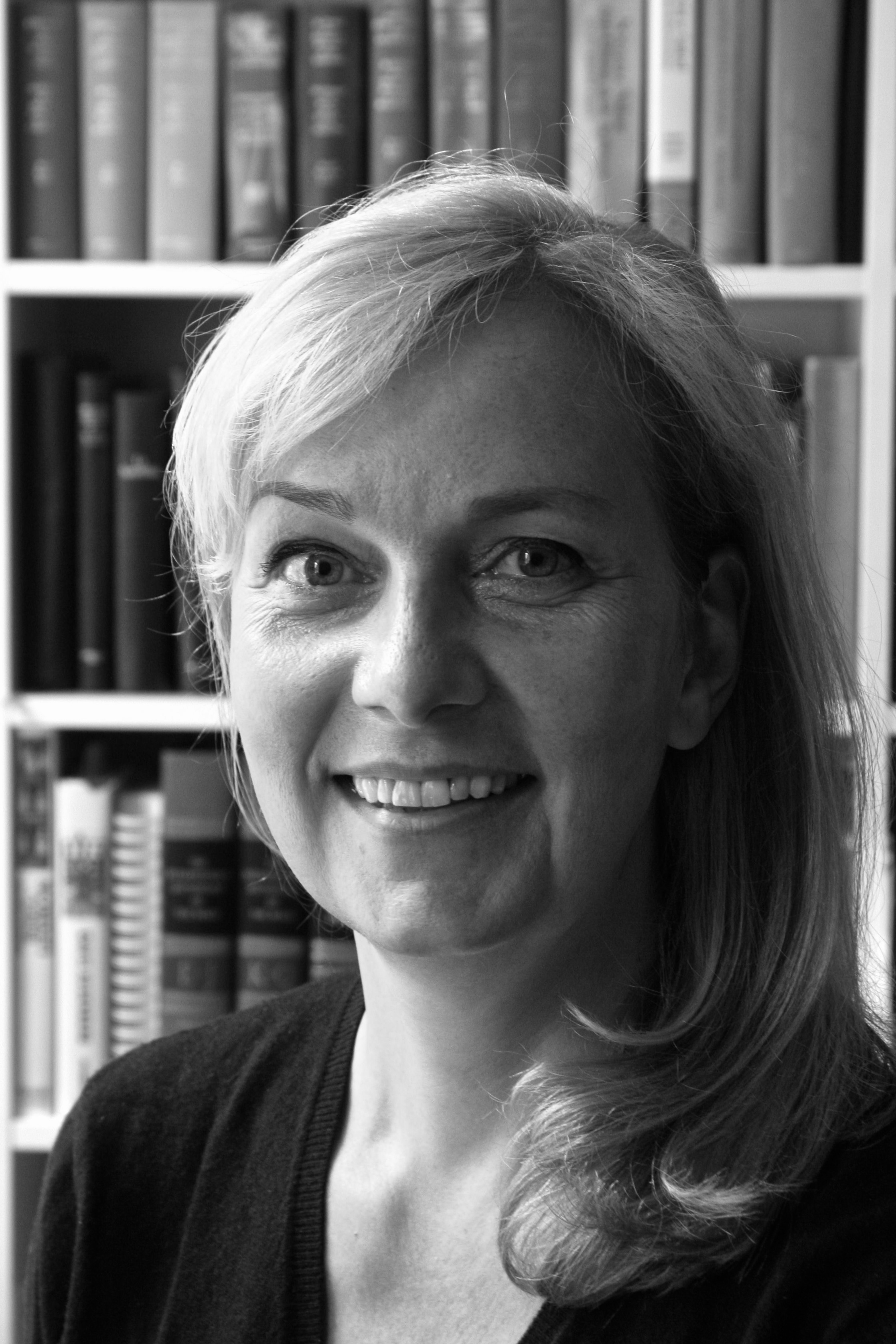
Annette Kreutziger-Herr (* 1962)

- Kreutzinger, Joseph (1757–1829), österreichischer Maler
- Kreutzkam, Freya (* 1989), deutsche Film- und Theaterschauspielerin
- Kreutzkamp, Dieter (* 1946), deutscher Reisejournalist
- Kreutzkamp, Norbert (1923–1994), deutscher pharmazeutischer Chemiker und Hochschullehrer
- Kreutzkamp, Theo (* 1941), deutscher Mathematiker und Hochschullehrer
- Kreutzmann, Akutaaneq (* 1989), grönländischer Handballspieler
- Kreutzmann, Angutimmarik (* 1988), grönländischer Handballspieler und -trainer
- Kreutzmann, Bill (* 1946), US-amerikanischer SchlagzeugerBill Kreutzmann (* 1946)

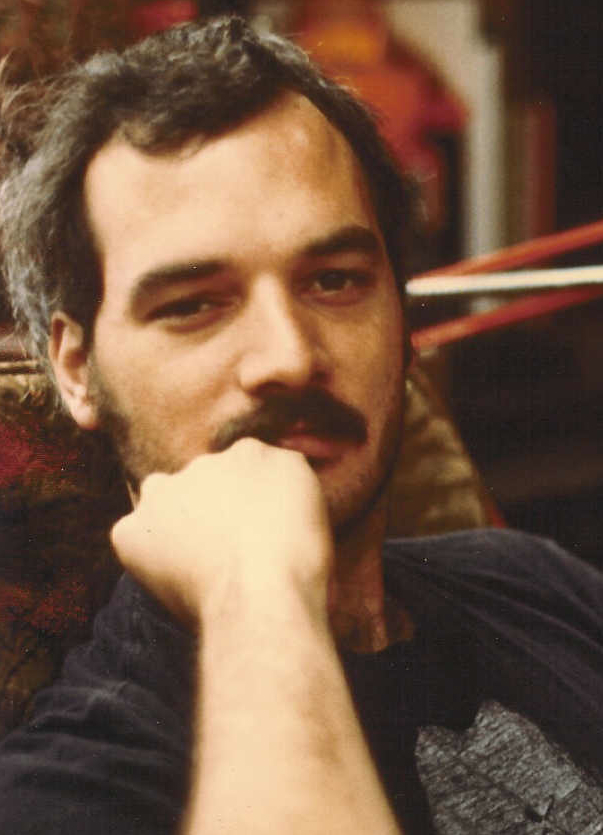
Bill Kreutzmann (* 1946)

- Kreutzmann, Bjarne (1943–2004), grönländischer Politiker und Polizist
- Kreutzmann, Hans (* 1887), grönländischer Landesrat
- Kreutzmann, Heinz (1919–2005), deutscher Politiker (GB/BHE, GDP, SPD), MdB
- Kreutzmann, Jens (1828–1899), grönländischer Maler, Erzähler und Kaufmann
- Kreutzmann, Jens (1925–2003), grönländischer Fischereibiologe, Museumsdirektor und Richter
- Kreutzmann, Johannes (1862–1940), grönländischer Jäger und Künstler
- Kreutzmann, Karl (* 1889), grönländischer Landesrat
- Kreutzmann, Kristoffer (1867–1942), grönländischer Künstler
- Kreutzmann, Niklas (* 1982), grönländisch-dänischer Fußballspieler
- Kreutzmann, Paarma Lund (* 1984), grönländische Politikerin (Inuit Ataqatigiit)
- Kreutzmann, Thomas (* 1958), deutscher Journalist
- Kreutzmüller, Christoph (* 1968), deutscher Historiker und Kurator
- Kreutzpointner, Fritz (* 1967), deutscher Rennfahrer
- Kreutzwald, Friedrich Reinhold (1803–1882), estnischer Arzt und SchriftstellerFriedrich Reinhold Kreutzwald (1803–1882)

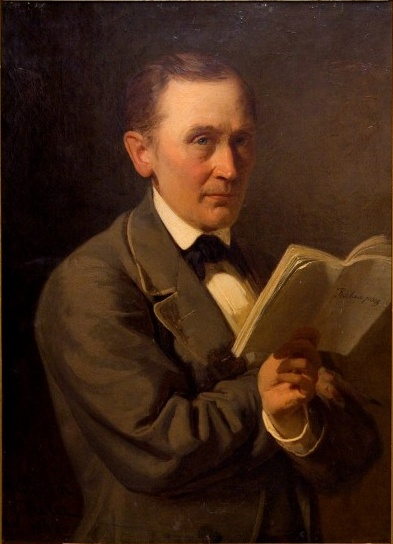
Friedrich Reinhold Kreutzwald (1803–1882)

- Kreutzwald, Peter Carl Aloys (1850–1918), Generalvikar in Köln

### Kreuz
- Kreuz, Angela (* 1969), deutsche Schriftstellerin
- Kreuz, Arnošt (1912–1974), tschechoslowakischer Fußballspieler
- Kreuz, August (* 1873), deutscher Landwirt und Domänenverwalter
- Kreuz, Bärbel (* 1955), deutsche Kinderärztin und Politikerin (PDS), MdVK
- Kreuz, Ernst (* 1940), deutscher Fußballspieler
- Kreuz, Erwin (1927–2010), westdeutscher USA-Tourist
- Kreuz, Gottfried Eugen (* 1978), österreichischer Klassischer Philologe
- Kreuz, Johannes († 1413), Abt im Kloster St. Blasien
- Kreuz, Lisl (1923–2016), deutsche Malerin und Philanthropin
- Kreuz, Lothar (1888–1969), deutscher Orthopäde, SS-Standartenführer, Rektor der Universität Berlin
- Kreuz, Manfred (* 1936), deutscher Fußballspieler
- Kreuz, Markus (* 1977), deutscher Fußballspieler
- Kreuz, Maximilian (* 1953), österreichischer Komponist
- Kreuz, Michael (1929–2015), deutscher Holzbildhauer
- Kreuz, Patric-Alexander, deutscher Klassischer Archäologe
- Kreuz, Peter (* 1966), deutscher Sach- und Fachbuchautor, Unternehmer und Vortragsredner
- Kreuz, Sarah (* 1989), deutsche Sängerin
- Kreuz, Wilhelm (* 1949), österreichischer FußballspielerWilhelm Kreuz (* 1949)

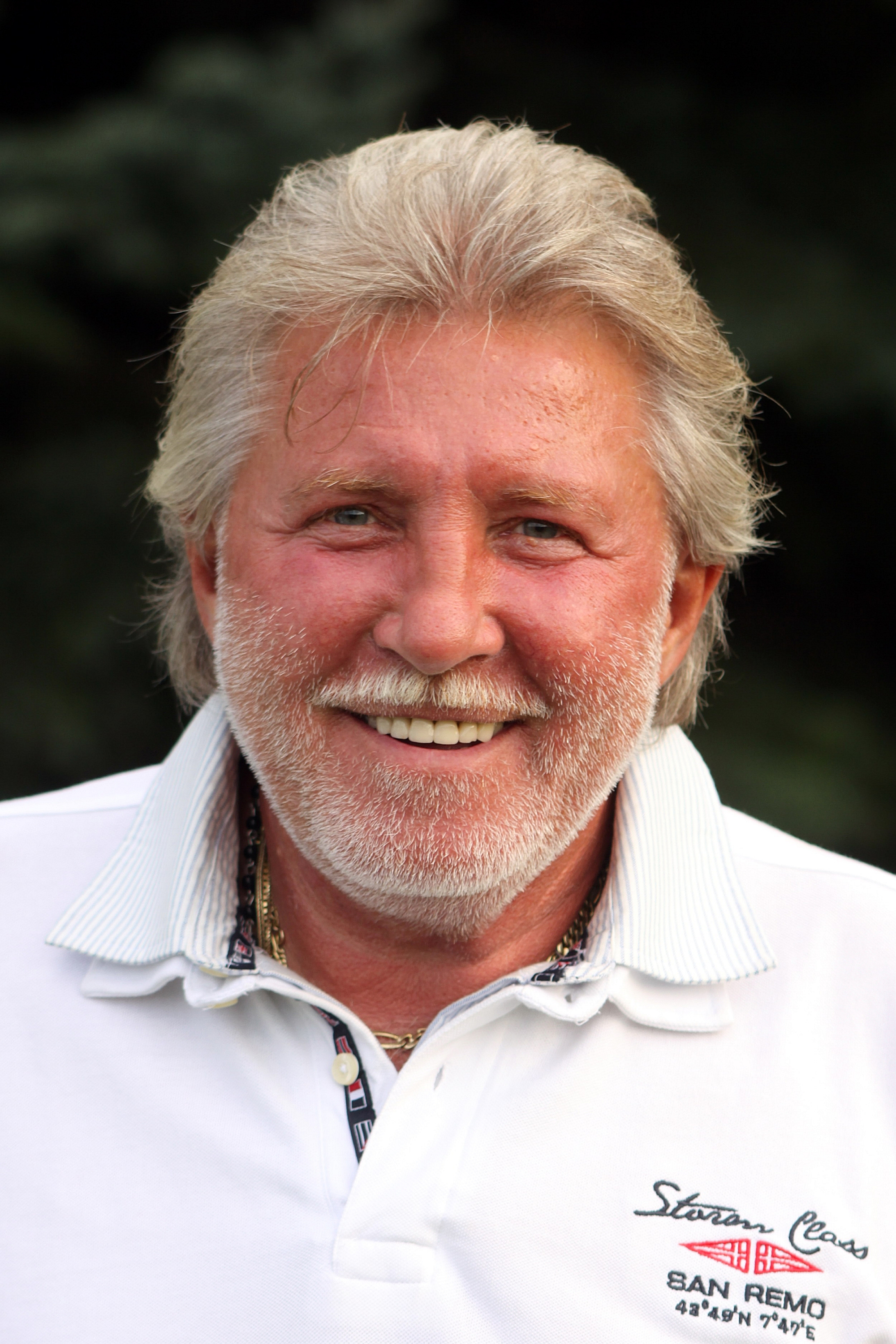
Wilhelm Kreuz (* 1949)

- Kreuzberg, Albert (1871–1916), preußischer Verwaltungsjurist, Landrat in der Rheinprovinz
- Kreuzberg, Anne (* 1963), deutsche Fußballspielerin
- Kreuzberg, Carin (* 1935), deutsche Bildhauerin
- Kreuzberg, Georg (1796–1873), Entdecker der Apollinaris-Quellen in Bad Neuenahr
- Kreuzberg, Michael (* 1957), deutscher Kommunalpolitiker (CDU), Bürgermeister der Stadt Brühl
- Kreuzberg, Pitt (1888–1966), deutscher Maler des Expressionismus
- Kreuzburg, Joachim (* 1965), deutscher Manager
- Kreuzeder, Klaus (1950–2014), deutscher Saxophonist und Behindertenaktivist
- Kreuzeder, Matthias (* 1949), deutscher Politiker (Die Grünen), MdB
- Kreuzer, Adolf (1843–1915), Schweizer Glasmaler und Restaurator
- Kreuzer, Andreas (* 1990), deutscher Springreiter
- Kreuzer, Anton (* 1895), österreichischer Fußballspieler
- Kreuzer, Anton (1929–2010), deutscher Jurist
- Kreuzer, Anton (1932–2025), österreichischer Publizist
- Kreuzer, Arthur (* 1938), deutscher Rechtswissenschaftler und Kriminologe
- Kreuzer, Bettina (* 1960), deutsche Klassische Archäologin
- Kreuzer, Carmen (* 1973), österreichisches Mannequin und Fotomodell
- Kreuzer, Chiara (* 1997), österreichische SkispringerinChiara Kreuzer (* 1997)

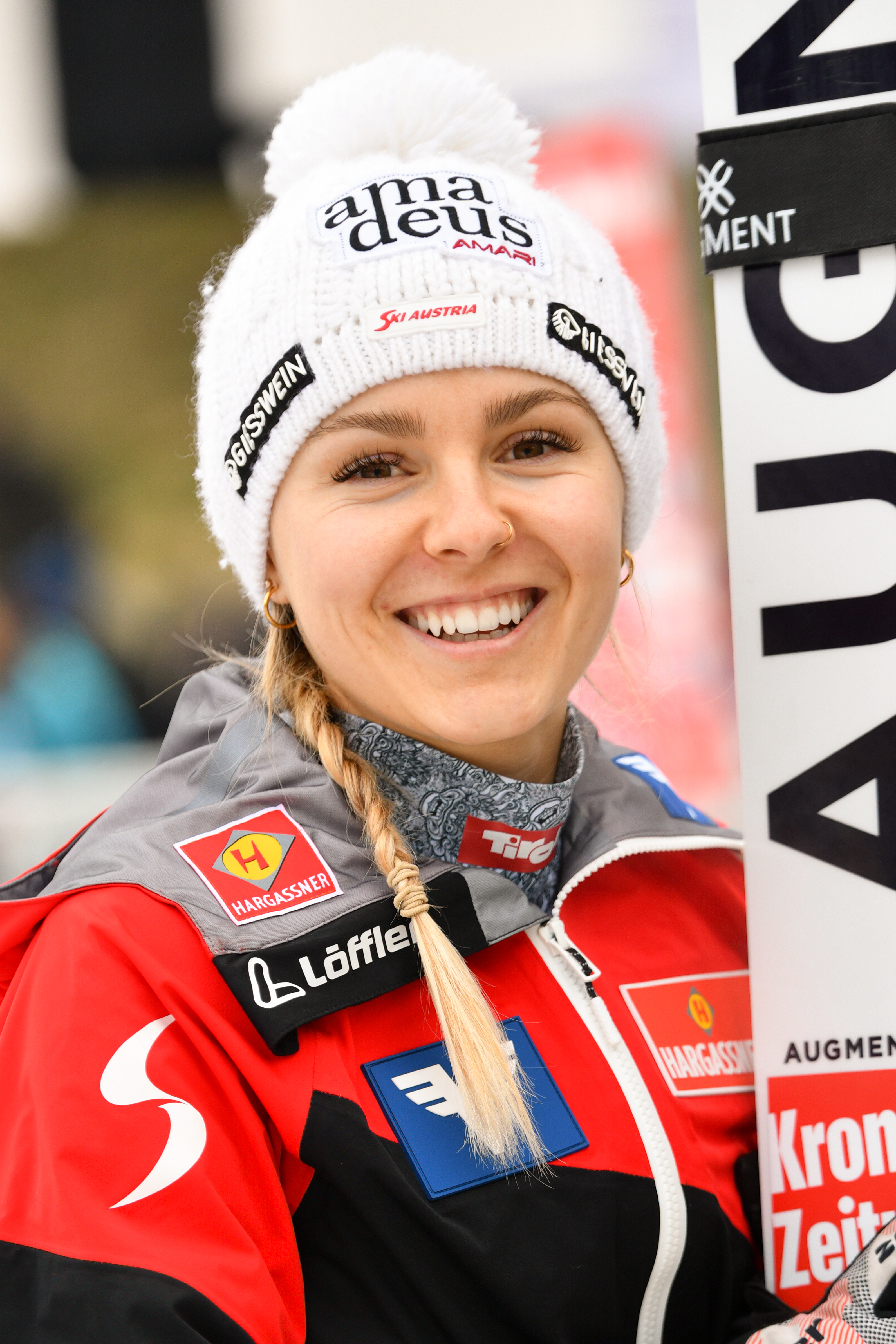
Chiara Kreuzer (* 1997)

- Kreuzer, Christian (1915–1984), deutscher Politiker (CSU)
- Kreuzer, Christoph (* 1982), niederländischer Skispringer
- Kreuzer, Conrad (1810–1861), österreichischer Landschafts- und Vedutenmaler
- Kreuzer, Edwin (* 1947), deutscher Maschinenbauingenieur und Hochschullehrer
- Kreuzer, Elise Stephanie (1845–1936), deutsche Schauspielerin und Sängerin (Sopran/Koloratursopran)
- Kreuzer, Erwin (1878–1953), Bischof der Altkatholischen Kirche in Deutschland
- Kreuzer, Franz (1819–1872), deutscher Xylograph und Landschaftsmaler
- Kreuzer, Franz (1929–2015), österreichischer Journalist und PolitikerFranz Kreuzer (1929–2015)

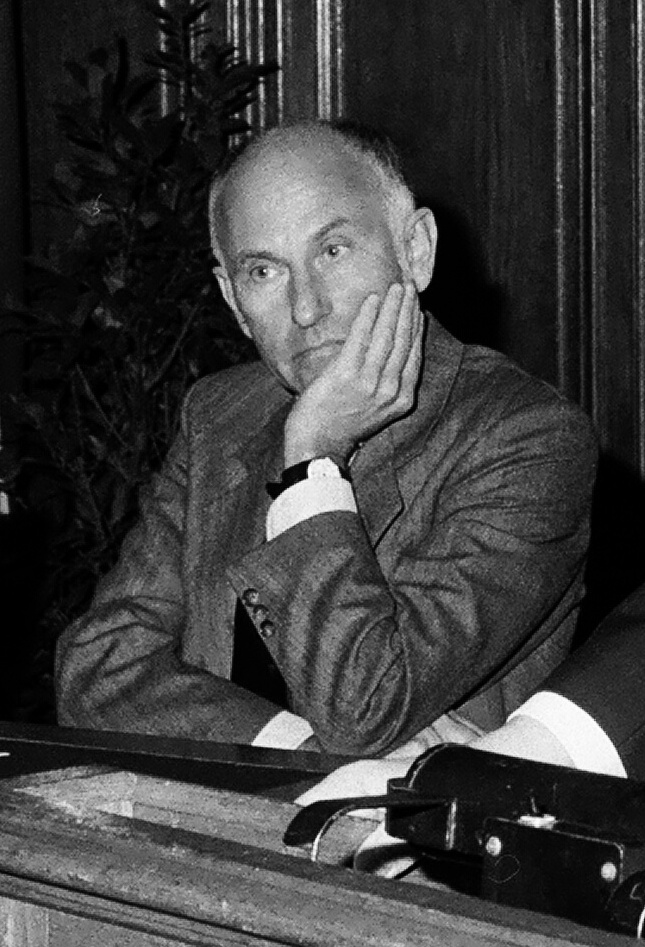
Franz Kreuzer (1929–2015)

- Kreuzer, Georg (1940–2022), deutscher Historiker
- Kreuzer, Götz (* 1940), deutscher Politiker (PDS), MdL
- Kreuzer, Gundula (* 1975), deutsche Musikwissenschaftlerin
- Kreuzer, Hans (1911–1988), deutscher Chemigraf und Maler
- Kreuzer, Hans-Ueli (* 1950), Schweizer Skilangläufer
- Kreuzer, Heiner (1944–1985), deutscher Politiker (SPD), MdL
- Kreuzer, Heinrich (1819–1900), österreichischer Opernsänger (Tenor), Theaterregisseur und Theaterleiter
- Kreuzer, Heinrich (1929–2016), deutscher Kardiologe
- Kreuzer, Helmut (1927–2004), deutscher Germanist und Literaturwissenschaftler
- Kreuzer, Hermann, deutscher Rugbyspieler
- Kreuzer, Ingrid (1926–2004), deutsche Literaturwissenschaftlerin, Kunsthistorikerin und Autorin
- Kreuzer, Jakob (* 1995), österreichischer Fußballspieler
- Kreuzer, Jessica (* 1989), deutsche Fußballspielerin
- Kreuzer, Johann (* 1954), deutscher Philosophiehistoriker und Hochschullehrer
- Kreuzer, Josef (1907–1958), deutscher Jurist, SS-Standartenführer und Gestapomitglied
- Kreuzer, Karl (* 1934), deutscher Jurist und Hochschullehrer
- Kreuzer, Kirsten (* 1983), deutsche politische Beamtin
- Kreuzer, Kristina (* 1975), deutsche Übersetzerin, Lektorin
- Kreuzer, Lars (* 1971), deutscher Biathlet
- Kreuzer, Lisa (* 1945), deutsche Schauspielerin
- Kreuzer, Marianne (* 1965), deutsche Sportjournalistin und Fernsehmoderatorin beim Bayerischen Rundfunk
- Kreuzer, Marie (1839–1904), österreichische Opernsängerin (Sopran)
- Kreuzer, Martin (* 1962), deutscher Mathematiker
- Kreuzer, Max (1946–2024), deutscher Heil- und Sonderpädagoge
- Kreuzer, Maximilian (1960–2010), österreichischer Physiker
- Kreuzer, Niklas (* 1993), deutscher Fußballspieler
- Kreuzer, Oliver (* 1965), deutscher Fußballspieler und -funktionärOliver Kreuzer (* 1965)

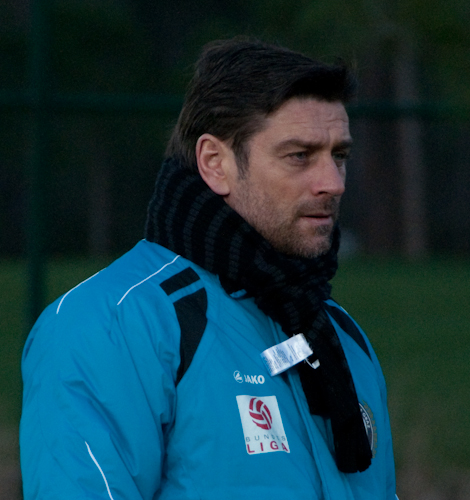
Oliver Kreuzer (* 1965)

- Kreuzer, Oscar (1887–1968), deutscher Tennisspieler
- Kreuzer, Peter, deutscher Volkskundler
- Kreuzer, Petra (* 1970), österreichische Schauspielerin und Kabarettistin
- Kreuzer, Ralf (* 1983), Schweizer Skirennläufer
- Kreuzer, Rudolf (1928–2010), österreichischer Maler, Grafiker, Bühnenbildner, Mosaizist, Bildhauer und (Mit-)Verfasser und Illustrator mehrerer Bücher
- Kreuzer, Siegfried (* 1949), österreichischer evangelischer Theologe
- Kreuzer, Stefanie (* 1966), deutsche Kunsthistorikerin und Kuratorin
- Kreuzer, Stefanie (* 1975), deutsche Literaturwissenschaftlerin
- Kreuzer, Thomas (* 1959), deutscher Politiker (CSU), MdLThomas Kreuzer (* 1959)

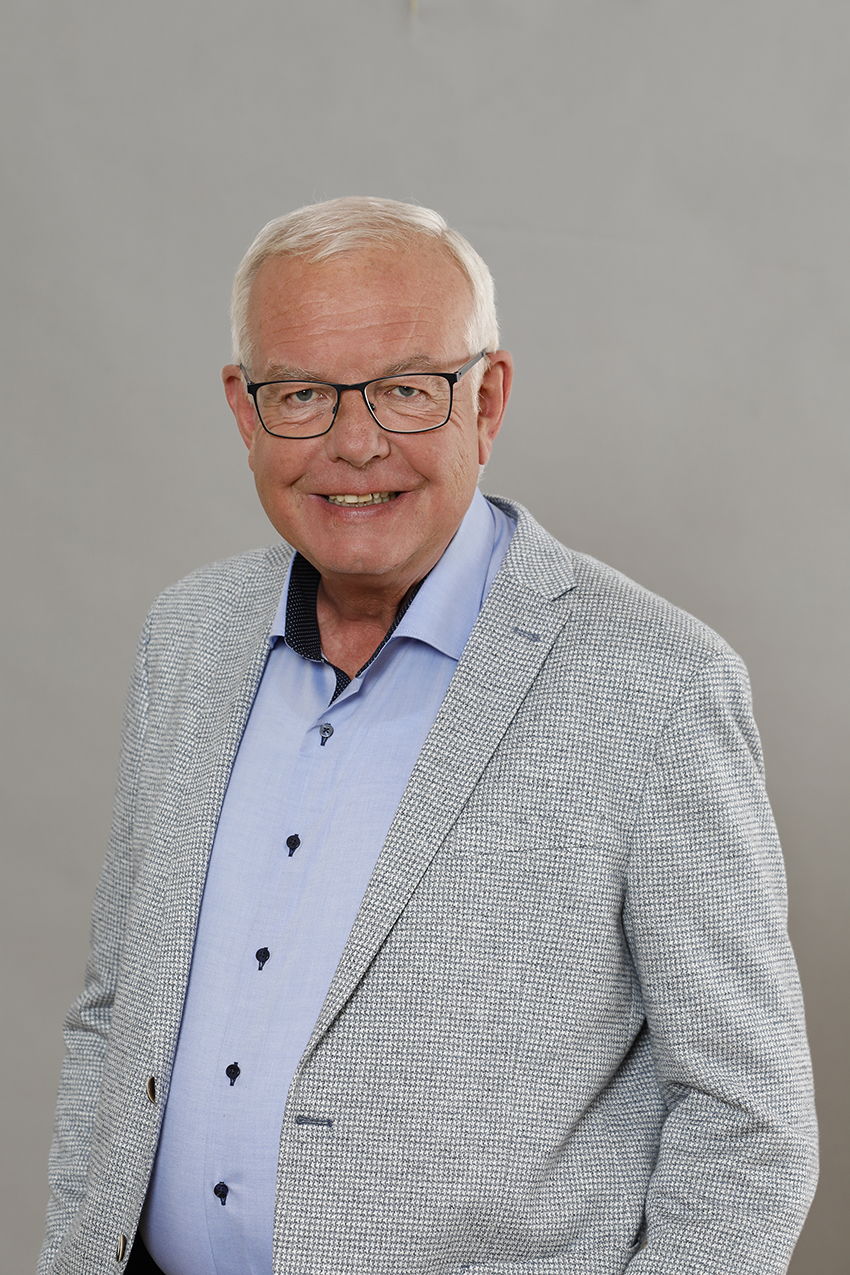
Thomas Kreuzer (* 1959)

- Kreuzer, Thomas (* 1967), deutscher Theologe und Kommunikationswirt, Gründer und Leiter der Fundraising Akademie
- Kreuzer, Tim (* 1992), deutscher Volleyball- und Beachvolleyballspieler
- Kreuzer, Vinzenz (1809–1888), österreichischer Landschafts- und Vedutenmaler
- Kreuzer, Willy (1947–2019), österreichischer Komponist und Alpinist
- Kreuzhage, Eduard (1838–1898), deutscher Komponist, Dramatiker und Lyriker
- Kreuzhage, Jürgen (* 1936), deutscher Verleger
- Kreuzhage, Katharina (* 1964), deutsche Regisseurin und Theaterleiterin
- Kreuzhage, Werner (1904–1989), deutscher Maler
- Kreuzhuber, Helmut (1938–2009), österreichischer Militär, Generalleutnant des Österreichischen Bundesheeres
- Kreuzhuber, Thomas (* 1994), österreichischer Fußballspieler
- Kreuziger, Max (1880–1953), deutscher Politiker
- Kreuziger, Roman (* 1965), tschechoslowakischer Radrennfahrer
- Kreuziger, Roman (* 1986), tschechischer Radrennfahrer und Sportlicher Leiter
- Kreuziger, Werner (1903–1999), deutscher Politiker (SPD), Mitglied der Stadtverordnetenversammlung von Groß-Berlin
- Kreuzinger-Janik, Aarne (* 1950), deutscher General und 14. Inspekteur der Luftwaffe
- Kreuzlinger, Johannes, deutscher Rechtsgelehrter
- Kreuzmann, Stephan (* 1984), deutscher Eishockeyspieler
- Kreuzmann, Thomas (* 1958), deutscher Politiker (CDU), MdHB
- Kreuzmann, Tobias (* 1981), deutscher Wasserballspieler
- Kreuzpaintner, Marco (* 1977), deutscher Filmregisseur, Drehbuchautor und ProduzentMarco Kreuzpaintner (* 1977)

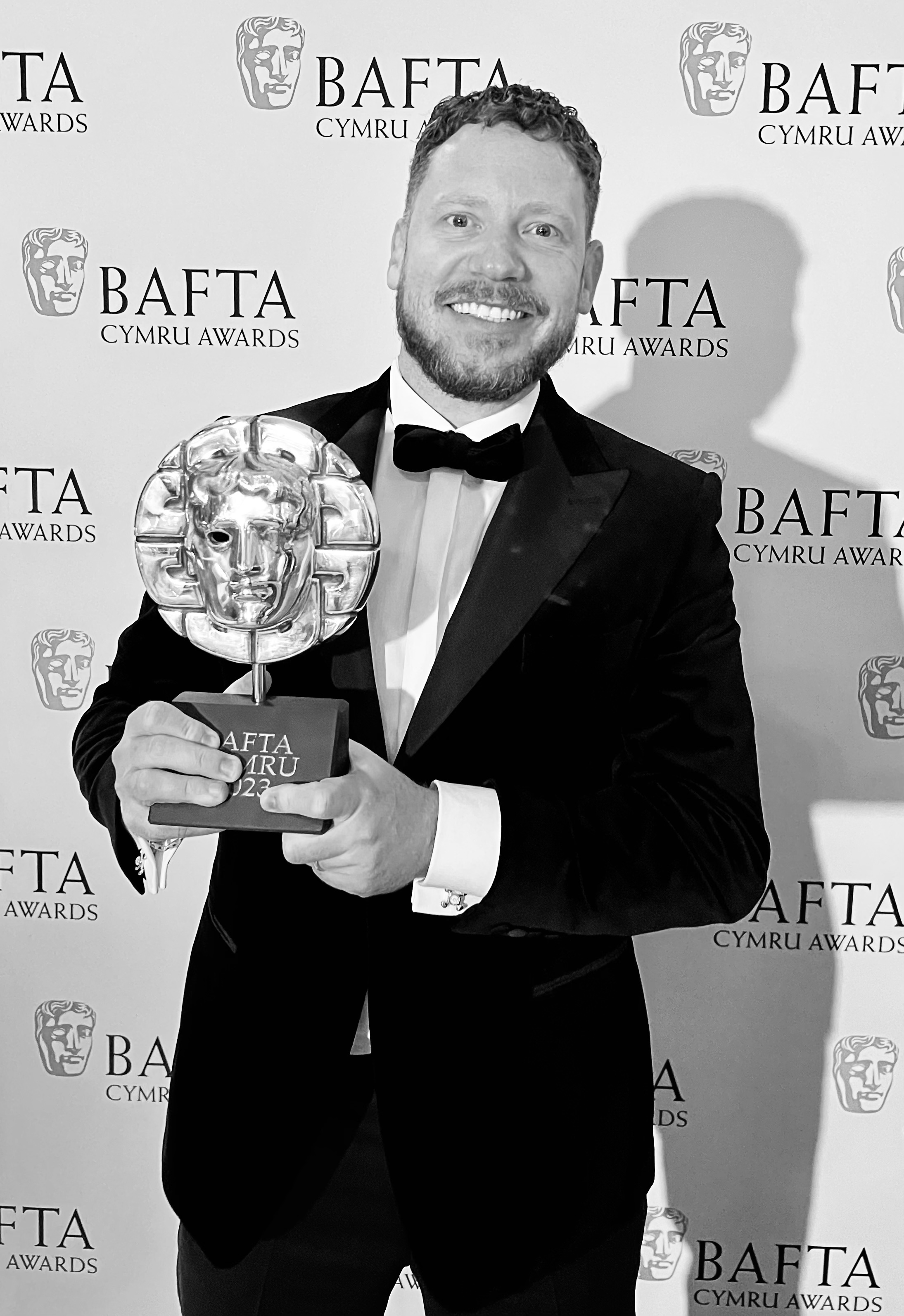
Marco Kreuzpaintner (* 1977)

- Kreuzpointner, Hubert (* 1919), deutscher Kommunalpolitiker (CSU)
- Kreuzpointner, Johann Simon (* 1968), deutscher Komponist, Musikpädagoge und Kirchenmusiker
- Kreuzriegler, Martin (* 1994), österreichischer Fußballspieler